# Acord sobre la conservació dels cetacis en la Mar Negra, la Mar Mediterrània i la Mar Atlàntica Contigua
L'Acord sobre la conservació dels cetacis en la Mar Negra, la Mar Mediterrània i la Mar Atlàntica Contigua (ACCOBAMS) és una eina jurídica de conservació de la biodiversitat basada en la cooperació. El seu objectiu és reduir les amenaces que pesen sobre els cetacis, particularment ampliant els coneixements sobre aquests animals.
Aquest acord intergovernamental plasma la voluntat dels països signants de preservar totes les espècies de cetacis i els seus hàbitats en el seu àmbit geogràfic mitjançant la imposició de mesures més restrictives que les que marcaven els textos anteriors.
L'acord és el fruit de consultes entre els secretariats de quatre convencions:
- la Convenció de Barcelona per a la protecció del medi marí i la regió costanera del Mediterrani, així com el seu Protocol relatiu a les àrees especialment protegides i la diversitat biològica del Mediterrani
- la Convenció de Bonn Sobre la Conservació de les Espècies Migratòries d'Animals Silvestres
- la Convenció de Berna relativa a la conservació de la vida salvatge i del medi natural d'Europa
- la Convenció de Bucarest sobre la protecció de la mar Negra contra la contaminació

Tenint en compte caràcter migratori d'aquestes espècies, l'acord fou conclòs finalment sota els auspicis de la Convenció de Bonn (PNUE/CMS). Fou signat el 24 de novembre del 1996 i entrà en vigor l'1 de juny del 2001.

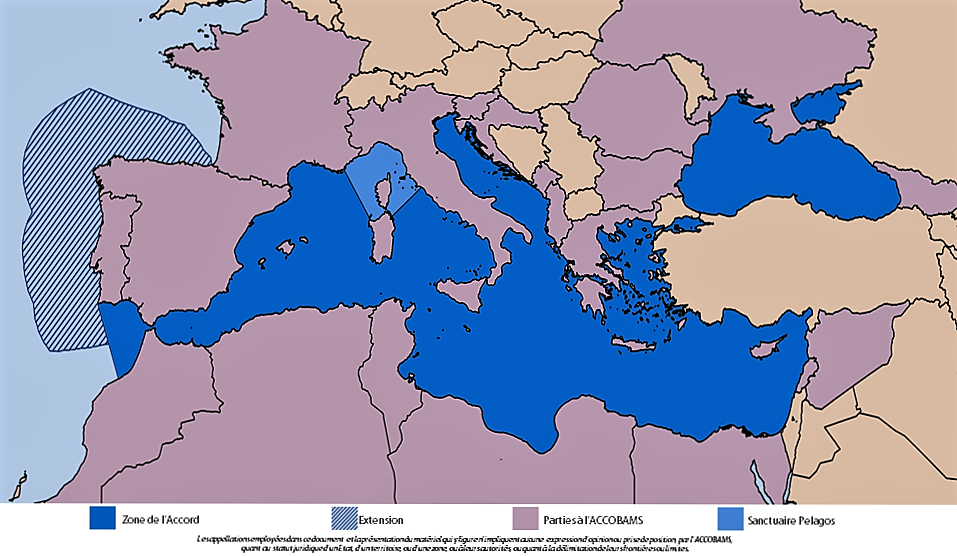
Àmbit geogràfic de l'ACCOBAMS

L'àmbit de l'Acord consisteix en totes les aigües marítimes de la mar Negra, la Mediterrània i la zona atlàntica adjacent situada a l'oest de l'estret de Gibraltar. Inclou el Santuari Pelagos per als mamífers al nord-oest de la mar Mediterrània, establert per França, Itàlia i Mònaco.
L'acord és el primer acord que vincula els països d'aquestes subregions per a un treball comú relacionat amb la conservació dels cetacis. Un dels aspectes innovadors de l'Acord és que inclou els països que no es troben en el seu àmbit geogràfic, però que tenen vaixells actius a la zona que poden afectar la conservació dels cetacis. El 2010, les parts de l'acord van adoptar una resolució per estendre a l'Atlàntic l'àmbit geogràfic de l'acord a fi de cobrir les zones econòmiques exclusives d'Espanya i Portugal.
El 2014, els signataris de l'acord van registrar una marca per promoure una observació de balenes respectuosa amb els animals i el medi del mar: la marca High Quality Whale Watching.
A 2018, l'acord tenia 24 parts: Albània, Algèria, Bulgària, Croàcia, Egipte, Eslovènia, Espanya, França, Geòrgia, Grècia, Itàlia, el Líban, Líbia, Malta, el Marroc, Mònaco, Montenegro, Portugal, Romania, Síria, Tunísia, Turquia, Ucraïna i Xipre.